# カフェ24
カフェ24（Cafe24）は、 電子商取引プラットフォームであり、インターネットを活用したネットショップサービス。
CAFE24 JAPAN株式会社（カフェニジュウヨンジャパン、CAFE24 JAPAN INC.）は、東京都港区に本社を置き、海外直販が可能なシステムcafe24.co.jp（カフェニジュウヨン シーオージェイピー）を提供している日本の企業。

## 沿革
- 2012年9月 - 日本法人設立。
- 2016年4月 - 福岡支社を設立。
- 2018年10月 - 日本の事業者へのサービス提供開始。